# Aprionus ungulatus
Aprionus ungulatus är en tvåvingeart som beskrevs av Jaschhof 1997. Aprionus ungulatus ingår i släktet Aprionus och familjen gallmyggor. Inga underarter finns listade i Catalogue of Life.